# Zaleszany (gmina)
Zaleszany (daw. gmina Zbydniów) – gmina wiejska w województwie podkarpackim, w powiecie stalowowolskim. W latach 1975–1998 gmina położona była w województwie tarnobrzeskim. Siedziba gminy mieści się w Zaleszanach.
Według danych z 31 grudnia 2020 gminę zamieszkiwało 11 024 osób.
Na terenie gminy funkcjonuje lotnisko Stalowa Wola-Turbia.

## Struktura powierzchni
Według danych z roku 2002 gmina Zaleszany ma obszar 87,31 km², w tym:
- użytki rolne: 73%;
- użytki leśne: 15%.

Gmina stanowi 10,48% powierzchni powiatu.

## Demografia

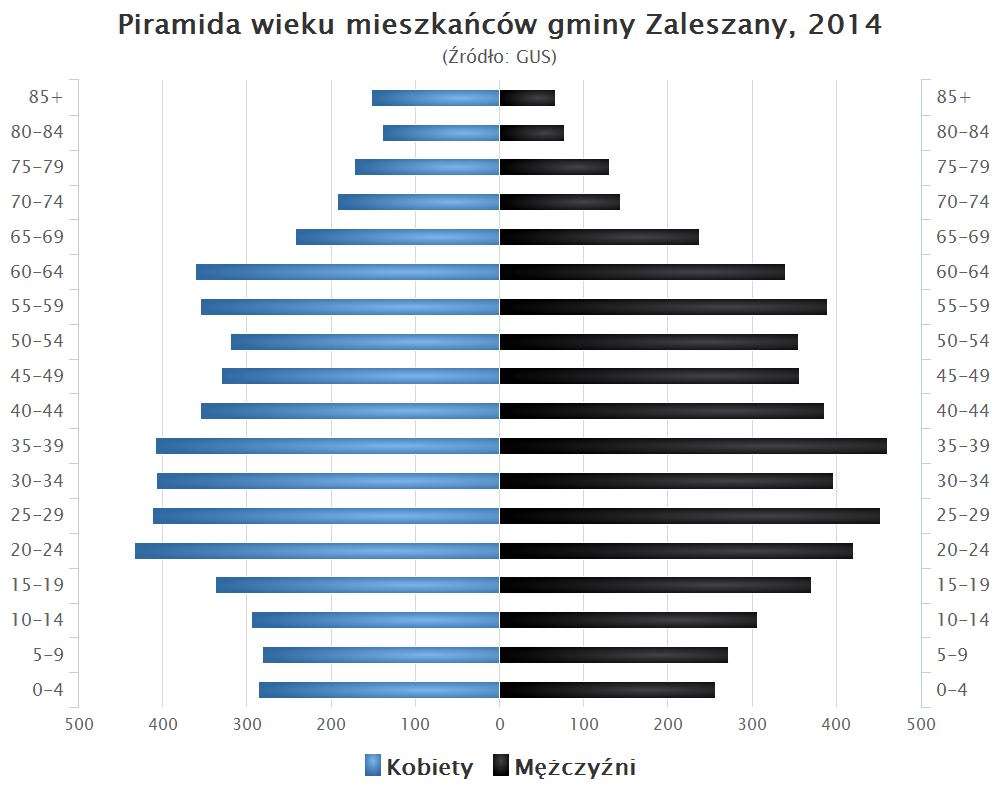
Piramida wieku mieszkańców gminy Zaleszany w 2014 roku

Liczba ludności (dane z 31 grudnia 2020):
|        | Ogółem | Ogółem | Kobiety | Kobiety | Mężczyźni | Mężczyźni |
| osób   | %      | osób   | %       | osób    | %         |           |
| ------ | ------ | ------ | ------- | ------- | --------- | --------- |
| Ogółem | 11 024 | 100    | 5623    | 51,01   | 5401      | 48,99     |
| Miasto | 0      | 0      | 0       | 0       | 0         | 0         |
| Wieś   | 11 024 | 100    | 5623    | 51,01   | 5401      | 48,99     |

▶Wieś vs ▶miasto
Ogółem (▶k, ▶m)
Wieś (▶k, ▶m)

## Sołectwa
Agatówka, Dzierdziówka, Kępie Zaleszańskie, Kotowa Wola, Majdan Zbydniowski, Motycze Szlacheckie, Obojna, Pilchów, Skowierzyn, Turbia, Wólka Turebska, Zaleszany, Zbydniów.

## Sąsiednie gminy
Gorzyce, Grębów, Radomyśl nad Sanem, Stalowa Wola

## Miasta partnerskie
- Niepars  Niemcy
- Mościska  Ukraina